# 美和神社 (長野市)
美和神社（みわじんじゃ）は、長野県長野市三輪にある神社。式内社で、旧社格は県社。善光寺七社の一社。

## 概要

拝殿

長野市街地にほど近い住宅街の駅前にあるが、境内は森閑としている。特徴的な三ツ鳥居（三輪鳥居）が立ち、境内には100近い石祠群（境内百末社）が立ち並ぶ。この石祠群の神々に祝膳を捧げる越年祭は、他に類を見ない特殊神事である。
本郷、相ノ木東、相ノ木西、横山、淀ヶ橋、三輪田町、荒屋の７町で祭事を行っている。

## 祭神
主祭神
- 大物主命 （おおものぬしのみこと）

大神神社祭神に同じ。大国主命の和魂。水内神（健御名方富命彦神別神社祭神）の父神と伝えられる。
相殿神
- 国業比売神 （くになりひめのかみ） - 大物主命の母神と伝えられる[1]。なお大物主命と同一神とされる大国主命の母は刺国若比売である。
- 神部神 - または神服部神（かみはとりのかみ）[2]

## 歴史

### 概史
創建は不詳。祭神・社名とも大和国の大神神社と同じで三輪系の神社であるが、その由来は定かでない。『善光寺縁起』には、大和三輪出身の三輪時丸が善光寺に参詣しそのまま当地に留まった、このとき大神神社の神体を奉納したので大神神社には神体がない、という伝説が記されている。これはこの地に三輪氏系の人々が移住したことを示すとも解され、周辺には時丸の塚と称するものと時丸寺がある。また、長野市信更町田野口にある松ノ山窯跡からは、堺市に存在する陶邑窯跡群と形態的・技術的類似性が認められる土器が出土しており（和泉陶邑窯編年で6世紀初頭と考えられているTK47型式（～MT15型式）に比定されている）、陶邑の窯は三輪氏の配下の渡来人が運営していたと考えられていることから、ここからも三輪氏が長野市に移住してきていた可能性が指摘されている。
文献上は、貞観3年（861年）に相殿神の国業比売神に神階が授けられたという記述が初出。
貞観8年（866年）には兵疾の災いを防ぐため、「三和神・神部神」への奉幣読経がなされており、この地方の重要な神であったことがうかがわれる。『延喜式神名帳』には「信濃国水内郡 美和神社」と記載され、式内社に列している。
旧称は「三輪神社」であったが、安永3年（1774年）に吉田家から許可を受け現在の「美和神社」に改称した。寛政5年（1793年）、現在の社殿が造営された。
1873年（明治6年）、近代社格制度において村社に列し、1935年（昭和10年）に県社に昇格した。1986年（昭和61年）、献幣使参向神社に指定。

### 神階
- 貞観3年（861年）2月7日、国業比売神（相殿神）が正六位上から従五位下 （『日本三代実録』） - 文献上初見

## 境内
社殿は寛政5年（1793年）の再建。

本殿の上屋 本殿は一間社流造。
拝殿

- 祝詞殿
- 社務所

## 摂末社

青麻神社 明治時代、近隣に住む大須賀忠右衛門が中風快癒を願い勧請したもの。
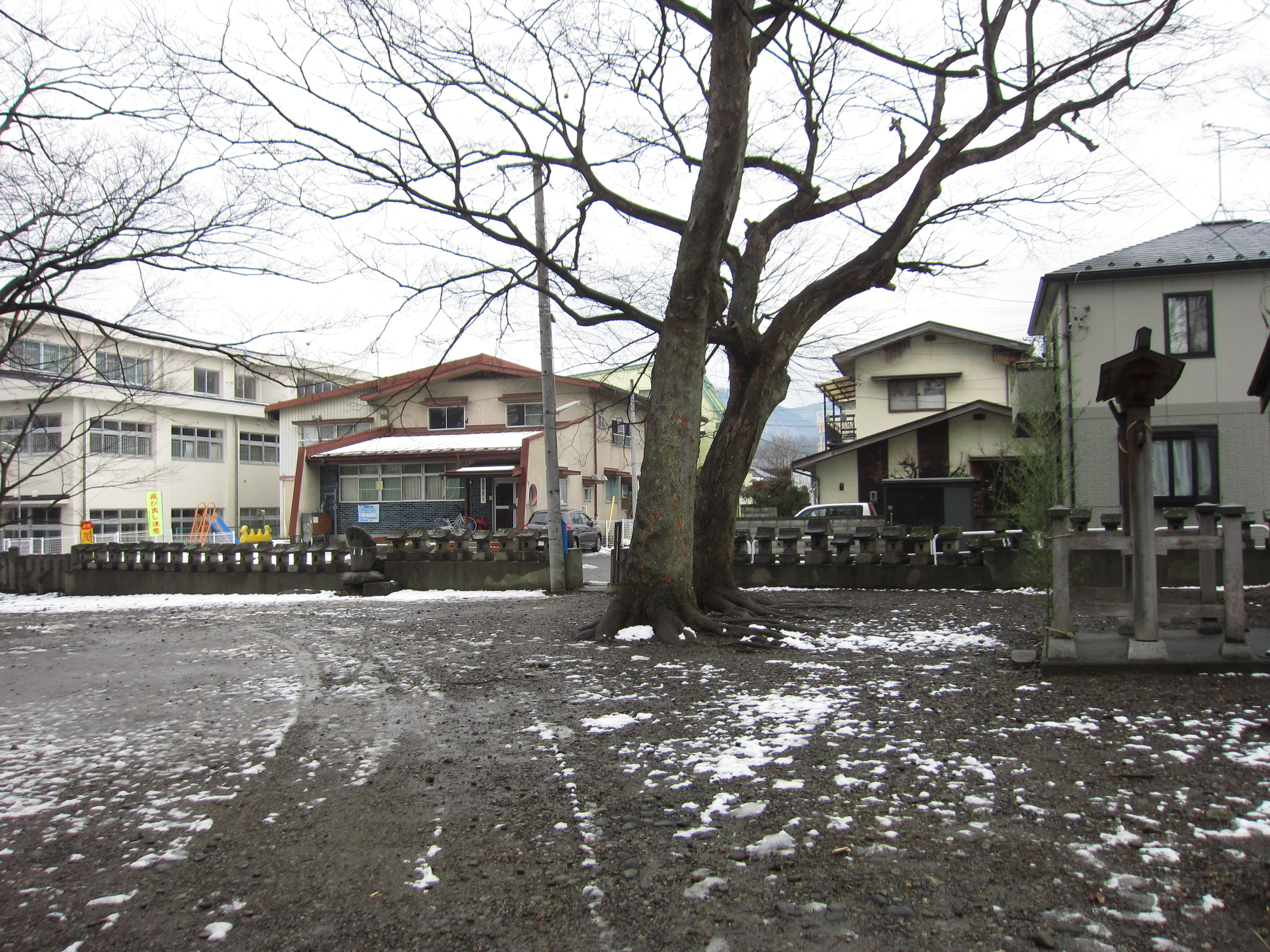
境内百末社石祠 境内境界の塀上に全国一宮を祀った石祠が並ぶ。俗に「百末社」と言われる。

## 祭事
- 元旦祭 （1月1日）
- 節分追儺祭 （2月3日）
- 春季大祭 （4月27日）
- 風祭 （9月1日）
- 秋季大祭 （9月26日・27日）
- 新嘗祭 （11月27日）
- 越年祭 （12月16日） - 特殊神事。当社境内の石祠に祀られている全国一宮の神々に対して、祝膳が捧げられる。
- 大祓い （12月31日）

## 現地情報
所在地
- 長野県長野市大字三輪字相ノ木東514

交通アクセス
- 最寄駅：長野電鉄長野線 本郷駅 （徒歩すぐ）